# Junior Cally

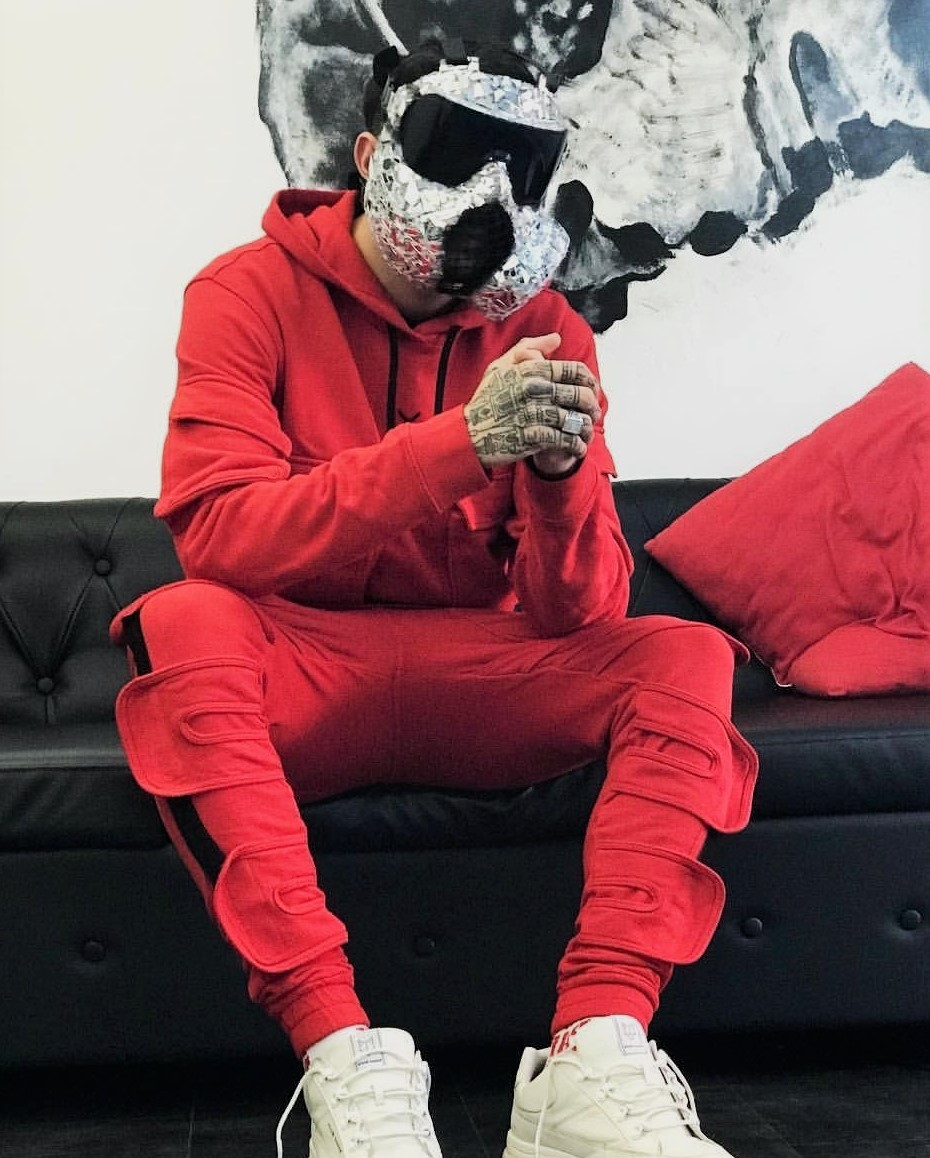
Junior Cally, 2020

Junior Cally (* 10. Oktober 1991 in Rom als Antonio Signore) ist ein italienischer Rapper.

## Werdegang
Junior Cally machte 2017 seine ersten Schritte im Musikbereich und debütierte mit der Single Alcatraz. Sein Markenzeichen war das ständige Tragen einer Gasmaske. 2018 veröffentlichte er sein Debütalbum Ci entro dentro beim Label Sugar Music von Caterina Caselli und erreichte hohe Chartplatzierungen. Kurz vor dem Erscheinen seines zweiten Albums Ricercato nahm der Rapper im Musikvideo zur Single Tutti con me erstmals seine Maske ab und machte seine Identität bekannt. Das beim Major-Label Sony veröffentlichte Album erreichte im Anschluss die Chartspitze. Darauf enthalten sind Kollaborationen mit unter anderen Livio Cori, Jake La Furia und Clementino.

## Diskografie

### Alben
| Jahr | Titel           | Höchstplatzierung, Gesamtwochen, AuszeichnungChartsChartplatzierungen (Jahr, Titel, Platzierungen, Wochen, Auszeichnungen, Anmerkungen) | Anmerkungen |
| Jahr | Titel           | IT | Anmerkungen |
| ---- | --------------- | --- | ----------- |
| 2018 | Ci entro dentro | IT4 (6 Wo.)IT | Sugar       |
| 2019 | Ricercato       | IT1 (7 Wo.)IT | Sony        |

### Singles
| Jahr | Titel Album                   | Höchstplatzierung, Gesamtwochen, AuszeichnungChartsChartplatzierungen (Jahr, Titel, Album, Platzierungen, Wochen, Auszeichnungen, Anmerkungen) | Anmerkungen                                 |
| Jahr | Titel Album                   | IT | Anmerkungen                                 |
| ---- | ----------------------------- | --- | ------------------------------------------- |
| 2017 | Magicabula                    | IT49 Platin · (6 Wo.)IT | Verkäufe: + 50.000                          |
| 2018 | Wannabe                       | IT72 (1 Wo.)IT | Highsnob feat. Junior Cally                 |
| 2018 | Capelli rossi Ci entro dentro | IT90 (1 Wo.)IT |                                             |
| 2019 | Wannabe vol. 2                | IT76 (1 Wo.)IT | Highsnob, Junior Cally & Andry the Hitmaker |
| 2019 | Tutti con me Ricercato        | IT95 (1 Wo.)IT |                                             |
| 2020 | No grazie                     | IT23 (2 Wo.)IT |                                             |
| 2020 | Wannabe vol. 3                | IT41 (2 Wo.)IT | Highsnob, Junior Cally & Enzo D.O.N.G.      |

## Belege
1. ↑  Fabio Morasca: Junior Cally: il rapper ha svelato la propria identità nel video di Tutti con me. In: Soundsblog. 5. September 2019, abgerufen am 18. Oktober 2019 (italienisch).
2. ↑  Tommaso Naccari: Junior Cally al di là della maschera. In: Rolling Stone Italia. 20. September 2019, abgerufen am 18. Oktober 2019 (italienisch).
3. ↑  Alben von Junior Cally. In: Italiancharts.com. Hung Medien, abgerufen am 19. Oktober 2019.
4. ↑  Archivio classifiche Top Singoli. FIMI, abgerufen am 19. Oktober 2019 (italienisch).
5. ↑  Certificazioni. FIMI, abgerufen am 5. November 2019 (italienisch).

| Personendaten    | Personendaten                  |
| ---------------- | ------------------------------ |
| NAME             | Cally, Junior                  |
| ALTERNATIVNAMEN  | Signore, Antonio (Geburtsname) |
| KURZBESCHREIBUNG | italienischer Rapper           |
| GEBURTSDATUM     | 10. Oktober 1991               |
| GEBURTSORT       | Rom                            |